# Hermann Leitner
Hermann Leitner (* 3. September 1927 in Salzburg; † 22. Februar 2013 in Kitzbühel) war ein österreichischer Film- und Fernsehregisseur, der auch als Filmeditor und Drehbuchautor arbeitete.

## Leben und Wirken
Leitner wuchs bis April 1946 in seiner Heimatstadt Salzburg auf, ehe er zum Ende desselben Monats nach Wien übersiedelte. Dort knüpfte er erste Kontakte zur darniederliegenden Filmindustrie. Leitner fand rasch Beschäftigung bei der Willi-Forst-Filmproduktion und diente dem für Willi Forst arbeitenden deutschen Regisseur Hans Wolff bei dessen Inszenierung Der Hofrat Geiger 1947 erstmals als Regieassistent. Gleich im Anschluss daran war Leitner unter Wolffs Oberleitung auch am Schnitt zu Forsts bereits kurz vor Kriegsende in Prag abgedrehten, 1949 uraufgeführten Farb- und Operettenfilm Wiener Mädeln beteiligt.
Seit 1949 arbeitete Leitner regelmäßig als Filmeditor und Regieassistent, u. a. für die Regisseure E. W. Emo, Ernst Marischka und Hans Quest bei Filmen wie Charleys Tante oder Mädchenjahre einer Königin. Ab 1956 führte er selbst Regie; es entstanden Filme wie Liane, die weiße Sklavin (1957), mit dem er an den Erfolg von Eduard von Borsodys im Vorjahr abgedrehten Dschungelstreifen Liane, das Mädchen aus dem Urwald anzuschließen versuchte, oder Ferien auf Immenhof, dem vorerst letzten Produkt der äußerst populären und kassenträchtigen „Immenhof“-Filmreihe mit Heidi Brühl. Nach einer Reihe von zuletzt recht schwülstigen und peinlichen Melodramen beendete Leitner 1962 seine alles in allem höchst unspektakuläre Kinofilmtätigkeit. Er diente unmittelbar darauf (1963) bei Otto Premingers u. a. in Wien entstandenen Hollywood-Produktion Der Kardinal ein letztes Mal als Regieassistent und wandte sich schließlich dem Fernsehen zu.
Mitte der 1960er Jahre wurde er Stammregisseur bei Gyula Trebitschs Produktionsfirma Studio Hamburg. Fortan führte Leitner Regie bei zahlreichen Trebitsch-Fernsehserien aber auch Produktionen anderer Gesellschaften, darunter Polizeifunk ruft (52 Folgen, 1966–1970), Hamburg Transit (26 Folgen, 1970, 1974), Der Fall von nebenan und Motiv Liebe. Besonders bekannt wurden die Serien Der Kurier der Kaiserin (26 Folgen, 1970–1971, mit Klausjürgen Wussow) und Waldheimat (26 Folgen, 1983, nach Peter Rosegger). Seine letzte Arbeit war die elfteilige NDF-Produktion „Katrin ist die beste“. In der Zwischenzeit hatte ihn Trebitsch 1975 für die Regie des im Mai 1978 uraufgeführten Animationsfilm „Wilhelm Busch – Die Trickfilm-Parade: Max und Moritz und andere Streiche“ (Drehzeit vom 1. März 1975 bis zum 1. Oktober 1977 im Studio Hamburg) letztmals zum Kinofilm zurückgeholt.
Im Alter von 70 Jahren zog sich Leitner, der bis 1968 in München und anschließend wieder in Wien gewohnt hatte, in sein Privatleben nach Kitzbühel zurück, wo er sich im Dezember 1975 niedergelassen hatte.
Leitner starb am 22. Februar 2013 in Kitzbühel.

## Filmografie (Auswahl)
- 1944/49: Wiener Mädeln
- 1950: Jetzt schlägt’s 13 (Es schlägt 13)
- 1951: Schatten über Neapel
- 1951: Eva erbt das Paradies
- 1952: Königin der Arena
- 1952: Alle kann ich nicht heiraten
- 1953: Damenwahl
- 1953: Die Kaiserin von China
- 1953: Keine Angst vor großen Tieren
- 1953: Schlagerparade
- 1953: Blume von Hawaii
- 1953: Hurra – ein Junge!
- 1954: Bei Dir war es immer so schön
- 1954: … und ewig bleibt die Liebe
- 1954: Die schöne Müllerin
- 1955: Der fröhliche Wanderer
- 1955: Liebe ist ja nur ein Märchen
- 1955: Die Drei von der Tankstelle (als Regieassistent und Editor)
- 1956: Pulverschnee nach Übersee
- 1957: Liane, die weiße Sklavin
- 1957: Ferien auf Immenhof
- 1958: Lilli – ein Mädchen aus der Großstadt
- 1959: Akte Sahara – streng vertraulich (Tunisi top secret) (Dialogregie deutsch)
- 1959: Glück und Liebe in Monaco
- 1960: Frauen in Teufels Hand
- 1960: Heimweh nach dir, mein grünes Tal (Mein Vaterhaus steht in den Bergen)
- 1960: Wegen Verführung Minderjähriger
- 1961: Verdammt die jungen Sünder nicht (Morgen beginnt das Leben)
- 1962: Flying Clipper – Traumreise unter weißen Segeln (Co-Regie)
- 1962: Wenn beide schuldig werden
- 1966–1970: Polizeifunk ruft (Regie bei 52 Folgen)
- 1970: Luftsprünge
- 1970/1974: Hamburg Transit (Regie bei 26 Folgen)
- 1970–1974: Der Fall von nebenan
- 1970–1971: Der Kurier der Kaiserin (Regie bei 26 Folgen)
- 1972: Die schöne Marianne
- 1972–1973: Die Melchiors
- 1974: Hotel zur schönen Marianne
- 1974: Lokalseite unten links
- 1975: Motiv Liebe (Regie bei 3 Folgen)
- 1975–1977: Wilhelm Busch – Die Trickfilm-Parade: Max und Moritz und andere Streiche
- 1976: Kein Abend wie jeder andere (wurde im Haasenhof in Lübeck gedreht)
- 1976: Unter einem Dach (Regie bei 3 Folgen)
- 1978: St. Pauli-Landungsbrücken
- 1978–1981: Sonne, Wein und harte Nüsse (Regie bei 10 Folgen)
- 1979–1980: Achtung Zoll!
- 1980: Schicht in Weiß
- 1983: Waldheimat (Regie in 26 Folgen)
- 1984–1985: Der Sonne entgegen
- 1985: …Erbin sein-dagegen sehr (Regie bei allen Folgen und Serienidee)
- 1990–92: Roda Roda Geschichten / Roda Roda (Fernsehserie ORF/ZDF mit Peter Weck als Alexander Roda Roda, Regie an allen 12 Folgen)
- 1992: Der Mann vom Eaton Place (nach Kurzgeschichten von Edgar Wallace)
- 1992–1993: Glückliche Reise
- 1997: Katrin ist die Beste

## Ehrung
Im Jahr 1982 erhielt Leitner den Goldenen Gong für sein Heinz Rühmann-Porträt Probe-Porträt.